# Presseck
Presseck là một đô thị thuộc huyện Kulmbach bang Bayern nước Đức

## Các khu vực dân cư
Presseck is arranged in the following boroughs:
| - Altenreuth - Birken - Braunersreuth - Breiteneben - Elbersreuth - Elbersreuthermühle - Eulenburg - Fels - Haid - Heinersreuth - Katzengraben - Köstenberg - Kreuzknock - Kunreuth | - Neumühle - Oberehesberg - Ochsengarten - Papiermühle - Petersmühle - Pinzenhof - Premeusel - Presseck - Reichenbach - Rützenreuth - Schafhaus - Schafhof - Schlackenmühle - Schlackenreuth | - Schlopp - Schmölz - Schnebes - Schöndorf - Schübelsmühle - Seubetenreuth - Spitzberg - Teichmühle - Trottenreuth - Unterehesberg - Waffenhammer - Wahl - Wartenfels - Wildenstein - Wustuben |